# Strelnikov
Strelnikov (rus. Strenikoff) bio je celjski alternativni rok bend, najpoznatiji po čuvenom skandalu o Devi Mariji i ploči Bitchcraft. 

Bend su činili Sergej Steblovnik, Vasja Ocvirk, Franek Markošek, kao i neka druga imena celjske andergraund scene. 
Takođe su nastupili na poznatom događaju Novi rock 1989. godine.

## Diskografija
- Kaj Je Zemčo? Beyoop, 1990.
- On 45, mini labum, FV izdavačka kuća,  1990.
- Heavy Mentally Retarded, Onomatopoeia, 1993.
- Strelnikoff & Marko Brecelj - Hojladrija Svinjarija... , Nika + Ropot Records, 1994.
- Bitchcraft, Lara Was a Whore, 1998.

## Literatura
- Mladina
- 24 ur
- Dnevnik
- Discogs